# Melissa Rauch
Melissa Ivy Rauch (Marlboro Township, New Jersey, 1980. június 23. –) amerikai színésznő.
Legismertebb szerepe Bernadette Rostenkowski-Wolowitz az Agymenők című sorozatban. 2004-től 2008-ig a VH1 Best Week Ever című vígjátéksorozatának rendszeres közreműködője volt. Játszott a Kath & Kim című ausztrál televíziós sorozat amerikai remake-jében és a True Blood – Inni és élni hagyni epizódjaiban is.

## Életpályája
Susan és David Rauch gyermekeként született, szülei zsidó származásúak. Melissának van egy testvére, Ben.
A középiskolában kezdte érdekelni a színészkedés. 2002-ben szerzett diplomát a Marymount Manhattan College magánegyetemen.
Karrierje a VH1 Best Week Ever című műsorában kezdődött. 2009-től játszotta Bernadette Rostenkowski-Wolowitz szerepét az Agymenők harmadik évadjában. A rákövetkező évadban Bernadette Howard menyasszonya lett, így Rauch rendszeres szereplővé vált. A szereplők az ötödik évad záró epizódjában megházasodtak. 2011 decemberében Raucht és a többieket Screen Actors Guild-díjra jelölték legjobb szereplőgárda (vígjátéksorozat) kategóriában.

## Magánélete
Winston Beigel író felesége, akivel együtt dolgozott a The Miss Education of Jenna Bush című könyvön és egyéb projekteken is. Rauch 2017. július 11-én jelentette be, hogy gyermeket vár. 2017 decemberében az Instagramján tette közé Sadie nevű lányának születését. 2020. május 4-én megszületett a fia, Brooks.

## Filmográfia

### Film
| Év   | Magyar cím                             | Eredeti cím                   | Szerep                                      | Magyar hang     |
| ---- | -------------------------------------- | ----------------------------- | ------------------------------------------- | --------------- |
| 2006 | Delírium                               | Delirious                     | Megan                                       |                 |
| 2009 | Spancserek                             | I Love You, Man               | kocogó                                      |                 |
| 2009 |                                        | The Condom Killer (rövidfilm) | Audra                                       |                 |
| 2009 | Kalandpark                             | Adventureland                 | nő a vacsorán (stáblistán nem szerepel)     |                 |
| 2013 |                                        | In Lieu of Flowers            | Carrie                                      |                 |
| 2014 | Ki van itt?                            | Are You Here                  | Marie                                       |                 |
| 2015 | Tökéletlen talajfogás                  | The Bronze                    | Hope Ann Greggory                           | Ruttkay Laura   |
| 2016 | Jégkorszak – A nagy bumm               | Ice Age: Collision Course     | Francine (cameo hangja)                     | Martin Adél     |
| 2016 | Kocsmatúra                             | Flock of Dudes                | Jamie                                       | Dögei Éva       |
| 2017 | Batman és Harley Quinn                 | Batman and Harley Quinn       | Harley Quinn / Dr. Harleen Quinzel (hangja) | Dögei Éva       |
| 2019 | Örömóda                                | Ode to Joy                    | Bethany                                     | Dobó Enikő      |
| 2019 | Pénzmosó                               | The Laundromat                | Melanie Martin                              | Létay Dóra      |
| 2020 | Kutyák és macskák 3. – A mancs parancs | Cats & Dogs 3: Paws Unite!    | Gwen, a macska (hangja)                     | Szávai Viktória |

### Televízió
| Év        | Magyar cím                        | Eredeti cím                       | Szerep                                        | Megjegyzések                                                                           |
| --------- | --------------------------------- | --------------------------------- | --------------------------------------------- | -------------------------------------------------------------------------------------- |
| 2007      |                                   | 12 Miles of Bad Road              | Bethany                                       | 3 epizód                                                                               |
| 2008–2009 | Kath és Kim                       | Kath & Kim                        | Tina                                          | - visszatérő szereplő - 1. évad (6 epizód)                                             |
| 2009–2019 | Agymenők                          | The Big Bang Theory               | Bernadette Rostenkowski-Wolowitz              | - visszatérő szereplő (3. évad) - főszereplő (4-12. évad) - magyar hangja: - Dögei Éva |
| 2010      | Office                            | The Office                        | Cathy Duke                                    | 1 epizód                                                                               |
| 2010      | True Blood – Inni és élni hagyni  | True Blood                        | Summer                                        | - visszatérő szereplő - 3. évad (6 epizód)                                             |
| 2010      |                                   | Wright vs. Wrong                  | Daisy Cake                                    | tévéfilm                                                                               |
| 2014      | Jake és Sohaország kalózai        | Jake and the Never Land Pirates   | Mollie (hangja)                               | 1 epizód                                                                               |
| 2014      |                                   | Teenage Fairytale Dropouts        | Miss Macabre                                  | 1 epizód                                                                               |
| 2014      |                                   | The Hotwives of Orlando           | Calliope                                      | 1 epizód                                                                               |
| 2015      | Szófia hercegnő                   | Sofia the First                   | Fairy Tizzy (hangja)                          | 2 epizód                                                                               |
| 2015      | Scooby-Doo! Vízparti Szörny-parti | Scooby-Doo! and the Beach Beastie | Kiki (hangja)                                 | tévéfilm                                                                               |
| 2017      | Csillag kontra Gonosz Erők        | Star vs. the Forces of Evil       | Baby (hangja)                                 | 1 epizód                                                                               |
| 2017      |                                   | Marvel's Ant-Man                  | The Wasp (hangja)                             | 2 epizód                                                                               |
| 2017      | Láng és a szuperverdák            | Blaze and the Monster Machines    | villámtolvaj (hangja)                         | 1 epizód                                                                               |
| 2019      | Fekete hétfő                      | Black Monday                      | Shira                                         | 2 epizód                                                                               |
| 2019      | Robotcsirke                       | Robot Chicken                     | Betty Spaghetty / Rainbow Brightstar (hangja) | 1 epizód                                                                               |
| 2020      | Animánia                          | Animaniacs                        | Marie Antoinette (hangja)                     | 1 epizód                                                                               |
| 2021      |                                   | Jeopardy!                         | önmaga (hangja)                               | 38. évad vendég házigazda (10 epizód)                                                  |
| 2022      | A mentőosztag                     | Firebuds                          | Beth Bayani (hangja)                          | 3 epizód                                                                               |
| 2022      |                                   | Celebrity Jeopardy!               | önmaga                                        | versenyző                                                                              |
| 2023–2025 | Agyament bíróság                  | Night Court                       | Abby Stone bírónő                             | - főszereplő és vezető producer - magyar hangja: - Dögei Éva                           |